# Sabine Heinefetter
Sabine Heinefetter (Magúncia, 19 d'agost de 1809 - Illenau, Baden-Württemberg, 18 de febrer de 1872) fou una soprano alemanya que mori alienada.
Adquirí el coneixement de la música, cantant i acompanyant-se a l'arpa en llocs públics. El 1825 va fer la seva primera sortida pública en el teatre de Frankfurt, i després de perfeccionar-se amb Spohr a Cassel i a París amb Tadolini ciutat en què cantà en el Teatre Italià. A la seva bella veu de soprano unia els avantatges del cant italià, pel qual excità l'entusiasme a Viena, Milà i Berlín, en els rols principals de Romeu, Anna Bolena, Norma, i Rossina. En 1844 va aparèixer per última vegada a Frankfurt. En 1853 es va casar amb un comerciant francès, Marquet, a Marsella i es retirà de l'escena, fixant la seva residència a Baden on morí havent perdut la salut mental.